# كراي إنجن
كراي إنجن (بالإنجليزية: CryEngine)‏ هو محرك ألعاب تم تطويره من قبل شركة كرايتيك واستخدم في لعبة إطلاق النار فار كراي ، تم تطويره في الأساس كتقنية تجريبية لـ إنفيديا وبعد أن رأت الشركة فعاليته قررت استخدامه في الألعاب .
في 2006 استحوذت شركة يوبي سوفت على جميع الحقوق الفكرية لسلسلة فار كراي وحصلت على رخصة دائمة لاستخدام إصدار كراي إنجن الخاص بلعبة فار كراي . أول ظهور للإصدار الثاني من المحرك واسمه كراي إنجن 2 كان من خلال لعبة إطلاق النار كرايسيس .
في 2009 تم الإعلان عن الإصدار الثالث كراي إنجن 3 أول لعبة استخدمته كانت كرايسيس 2 التي صدرت عام 2011.

لقطة من داخل المحرك

## الألعاب التي تستخدمه
ألعاب تستخدم كراي إنجن 1
- فار كراي (2004, ميكروسوفت ويندوز) - كرايتيك
- فار كراي:الغرائز (2005, إكس بوكس) - يوبي سوفت مونتريال
- فار كراي فينجنس (2006, وي) - يوبي سوفت مونتريال
- أيون: ذا تاور أوف إيترنتي (2008, ميكروسوفت ويندوز)
- نيفر إندينق دريم (2010, ميكروسوفت ويندوز)

ألعاب تستخدم كراي إنجن 2
| العنوان            | الإصدار    | المطور           | الناشر                 |
| ------------------ | ---------- | ---------------- | ---------------------- |
| بلو مارس           | 2009       | أفاتار ريلتي     | أفاتار ريلتي           |
| كرايسس             | 2007       | كرايتك فرانكفورت | إلكترونيك آرتس         |
| كرايسس وار هيد     | 2008       | كرايتك فرانكفورت | إلكترونيك آرتس         |
| إنتروبيا يونيفرس   | 2009       | ميند أرك         | ميند أرك               |
| مرشنتس أوف بروكلين | 2009       | بولو إنترتينمنت  | فالف                   |
| ذا دي              | يعلن لاحقاً | ريلودد ستوديوز   | نيكسون المحدودة تينسنت |
| فيجيلنس            | 2008       | هارينجتون قروب   | هارينجتون قروب         |

ألعاب تستخدم كراي إنجن 3
| العنوان               | تاريخ الإصدار | المطور         | الناشر                 | الأجهزة                                      |
| --------------------- | ------------- | -------------- | ---------------------- | -------------------------------------------- |
| ASTA                  | يعلن لاحقاً    | بوليقون جيمز   | إن إتش إن              | ميكروسوفت ويندوز                             |
| أرش إيج               | 2012          | إكس إل جيمز    | إكس إل جيمز            | ميكروسوفت ويندوز                             |
| كابال 2               | 2012          | إي إس تي سوفت  |                        | ميكروسوفت ويندوز                             |
| كرايسس 2              | 2011          | كرايتيك        | إلكترونيك آرتس         | ميكروسوفت ويندوز، بلاي ستيشن 3، إكس بوكس 360 |
| كرايسس 3              | 2013          | كرايتيك        | إلكترونيك آرتس         | ميكروسوفت ويندوز، بلاي ستيشن 3، إكس بوكس 360 |
| فرجد باي كي أس        | يعلن لاحقاً    | بانزار ستوديو  |                        | ميكروسوفت ويندوز                             |
| ليشدوم                | يعلن لاحقاً    | إكزافيانت      |                        | ميكروسوفت ويندوز، بلاي ستيشن 3، إكس بوكس 360 |
| نكسويز                | 2011          | IllFonic       |                        | بلاي ستيشن 3، إكس بوكس 360، ميكروسوفت ويندوز |
| رايس: سن أوف روم      | 2013          | كرايتيك        | مايكروسوفت جيم ستوديوز | إكس بوكس ون                                  |
| سنايبر: قوست واريور 2 | 2013          | سيتي إنتراكتيف |                        | بلاي ستيشن 3، إكس بوكس 360، ميكروسوفت ويندوز |
| تور غولف أونلاين      | يعلن لاحقاً    | أون نت         | أون نت                 | ميكروسوفت ويندوز                             |
| وور فيس               | 2013          | كرايتيك        | تنسنت هولندينغ         | ميكروسوفت ويندوز                             |